# Johanna Fay
Johanna Fay (* 1980) ist eine deutsche Germanistin.

## Leben
Von 2000 bis 2005 studierte sie an der Universität Lüneburg, Lehramt an Grund-, Haupt- und Realschule, Schwerpunkt Grundschule (1. Staatsexamen). Von 2005 bis 2008 absolvierte sie ein Promotionsstudium im Bereich Erziehungswissenschaft, Fach Deutsch/Sprachwissenschaft und Sprachdidaktik, Förderung durch ein Promotionsstipendium in Lüneburg. 2007 war sie Lehrkraft für besondere Aufgaben an der TU Braunschweig, Institut für Germanistik, Abteilung Didaktik der deutschen Sprache und Literatur. Von 2008 bis 2009 war sie wissenschaftliche Mitarbeiterin an der Universität Hannover, Deutsches Seminar, Abteilung Germanistische und Angewandte Sprachwissenschaft. Von 2006 bis 2009 hatte sie verschiedene Lehraufträge an den Universitäten Hamburg und Lüneburg. Von 2009 bis 2015 lehrte er als Juniorprofessorin für deutsche Sprache und Sprachdidaktik an der PH Karlsruhe, Institut für Deutsche Sprache und Literatur und ihre Didaktik. Seit 2015 ist sie Professorin für Germanistische Sprachwissenschaft an der Universität Flensburg.
Ihre Forschungsschwerpunkte sind Orthographie und Rechtschreibdidaktik, Diagnostik im Schreiben und Lesen, Schriftspracherwerb, Konzepte des Erstunterrichts und prosodische Kompetenzen beim Lesen.

## Schriften (Auswahl)
- Die Entwicklung der Rechtschreibkompetenz beim Textschreiben. Eine empirische Untersuchung in Klasse 1 bis 4. Frankfurt am Main 2010, ISBN 978-3-631-59638-8.
- Hrsg.: (Schrift-)Sprachdiagnostik heute. Theoretisch fundiert, interdisziplinär, prozessorientiert und praxistauglich. Baltmannsweiler 2013, ISBN 3-8340-1259-9.